# Fokker V.17

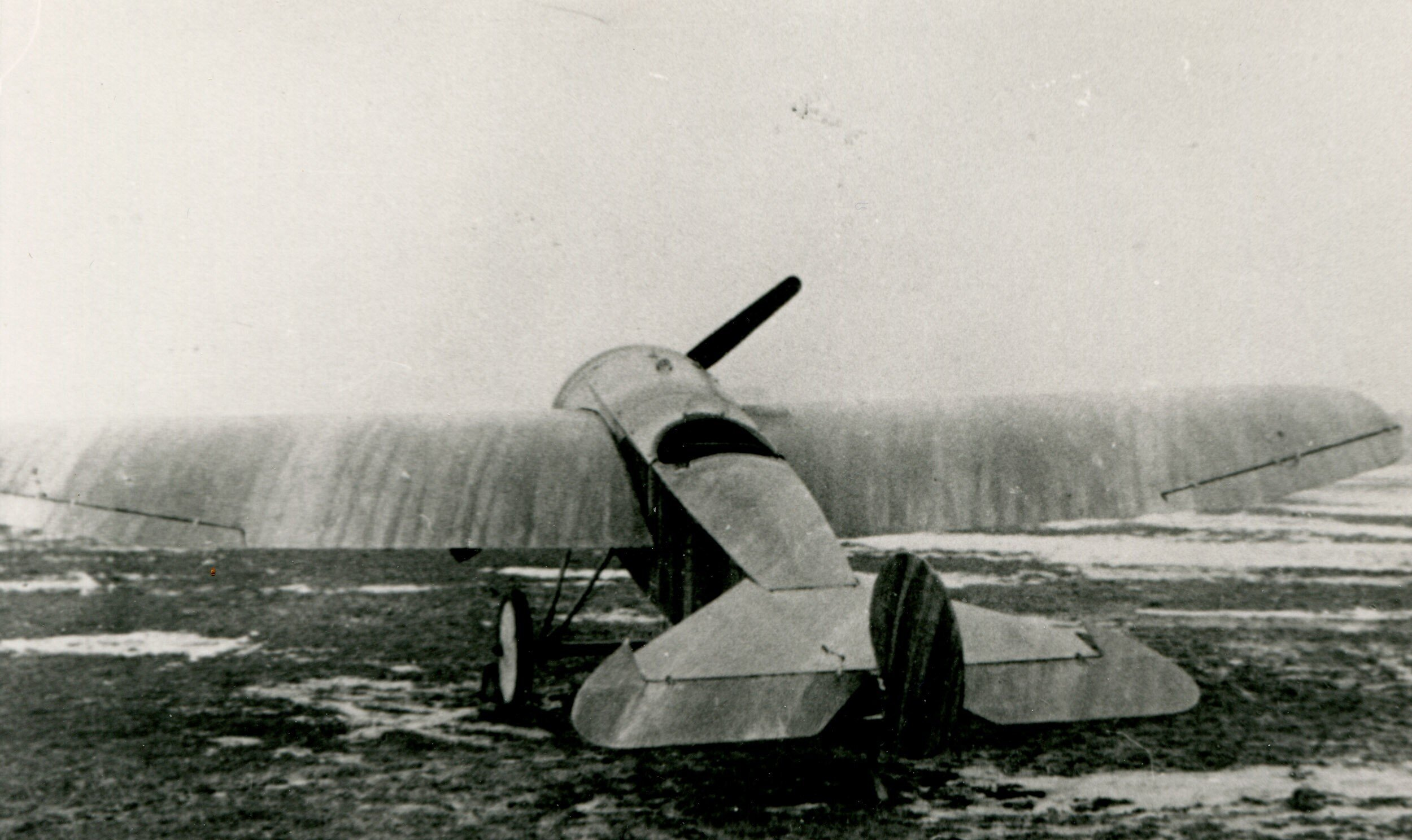
Fokker V.17

Fokker V.17 và các loại máy bay bắt nguồn từ nó là một dòng máy bay máy bay tiêm kích cánh đơn thử nghiệm, sản xuất bởi công ty Fokker của Hà Lan trong thập niên 1910.